# Даурія
Дау́рія (Дау́рська земля́) — назва частини території Забайкалля та (до XVII сторіччя) західної частини Приамур'я. Назва дана росіянами через проживання на цій території до середини XVII сторіччя народності даури.
Географічно Даурія ділиться на такі частини:
- Байкальська Даурія, включає південну частину Забайкалля до Яблоневого хребта.
- Селенгінська Даурія, що включає території до сходу від Селенги.
- Нерчинська Даурія, що включає території до сходу від Яблуневого хребта.

## Степи Даурії
Статус території, складає об'єкт: державний біосферний заповідник, федеральний заповідник.
Площа: 0,175 млн га.
Стан: готується на включення в список всесвітнього спадщини.
Даурський заповідник являє собою екосистему центральноазійських степів. Тут пролягає один з найбільших у світі шляхів перельоту водоплавних пташок, з яких 37 видів занесено в Червону книгу Росії, 20 — в Червону книгу МСОП. Заповідник має статус біосферного та входить в водно-болотяне угіддя міжнародного значення «Торійські озера».
На території мешкає 314 видів пташок та 47 видів ссавців, у тому числі дзерен, які більше ніде в Росії не зустрічаються, рідкісні манул та даурський їжак. Флора включає 360 видів судинних рослин, 3 з яких занесені в Червону книгу Росії. Територія також включає стрічковий сосновий бір — унікальне природне явище для степової частини Забайкалля.